# Anarchafeminismus

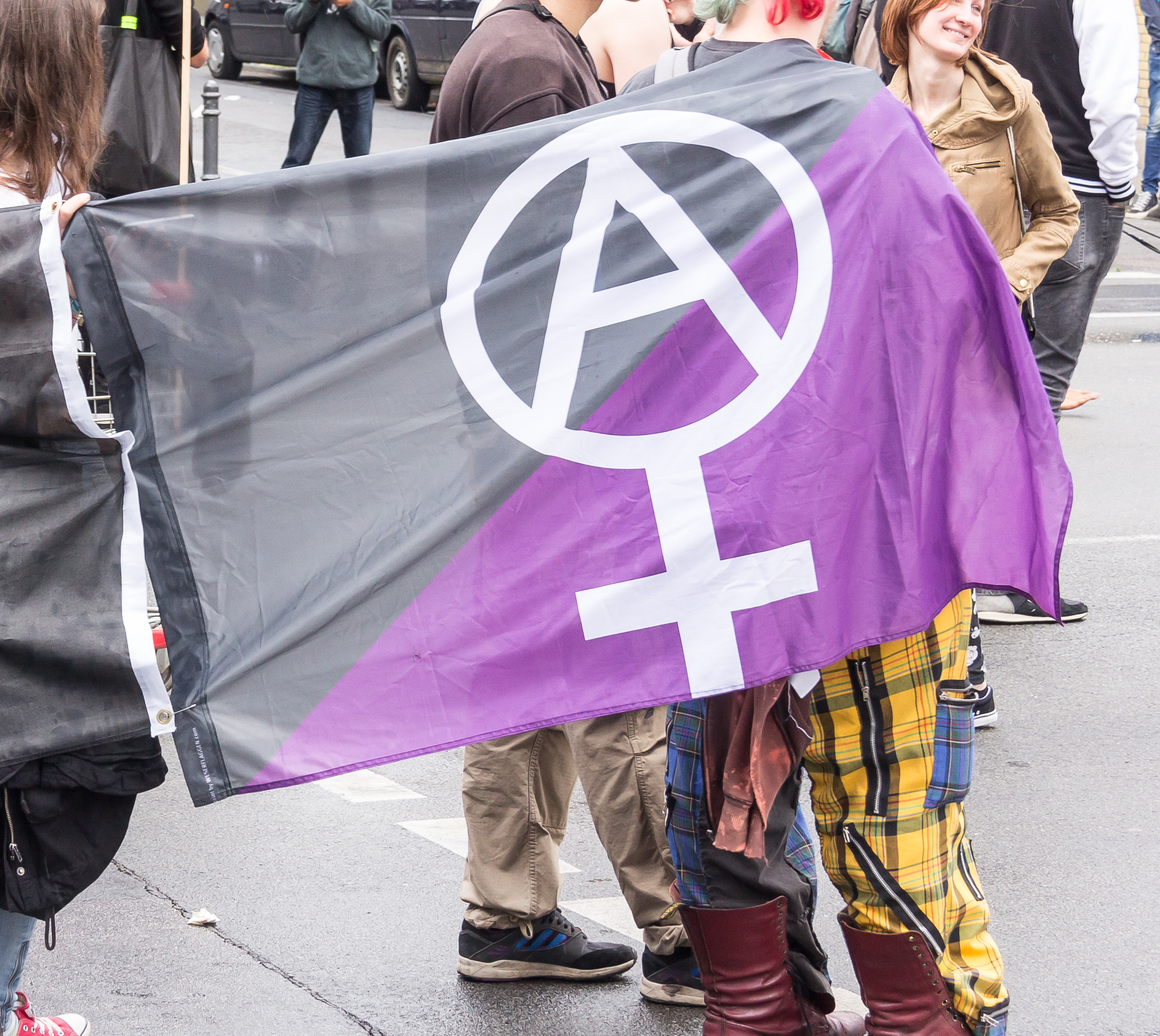
Anarchafeministische Flagge in Köln, 2016

Der Anarchafeminismus (auch Anarcha-Feminismus oder anarchistischer Feminismus) ist eine politische Ideologie, die die Theorien von Anarchismus und Feminismus zusammenführt. Er geht davon aus, dass der feministische Kampf gegen das Patriarchat und traditionelle Geschlechterrollen ein essentieller Teil des anarchistischen Kampf gegen den Staat und Kapitalismus ist. Das Ziel der anarchafeministischen Theorie ist eine herrschaftsfreie Gesellschaftsordnung. Diese setzt also die Abschaffung aller Herrschaftsformen, und nicht nur des Patriarchats, voraus.

## Vorläufer

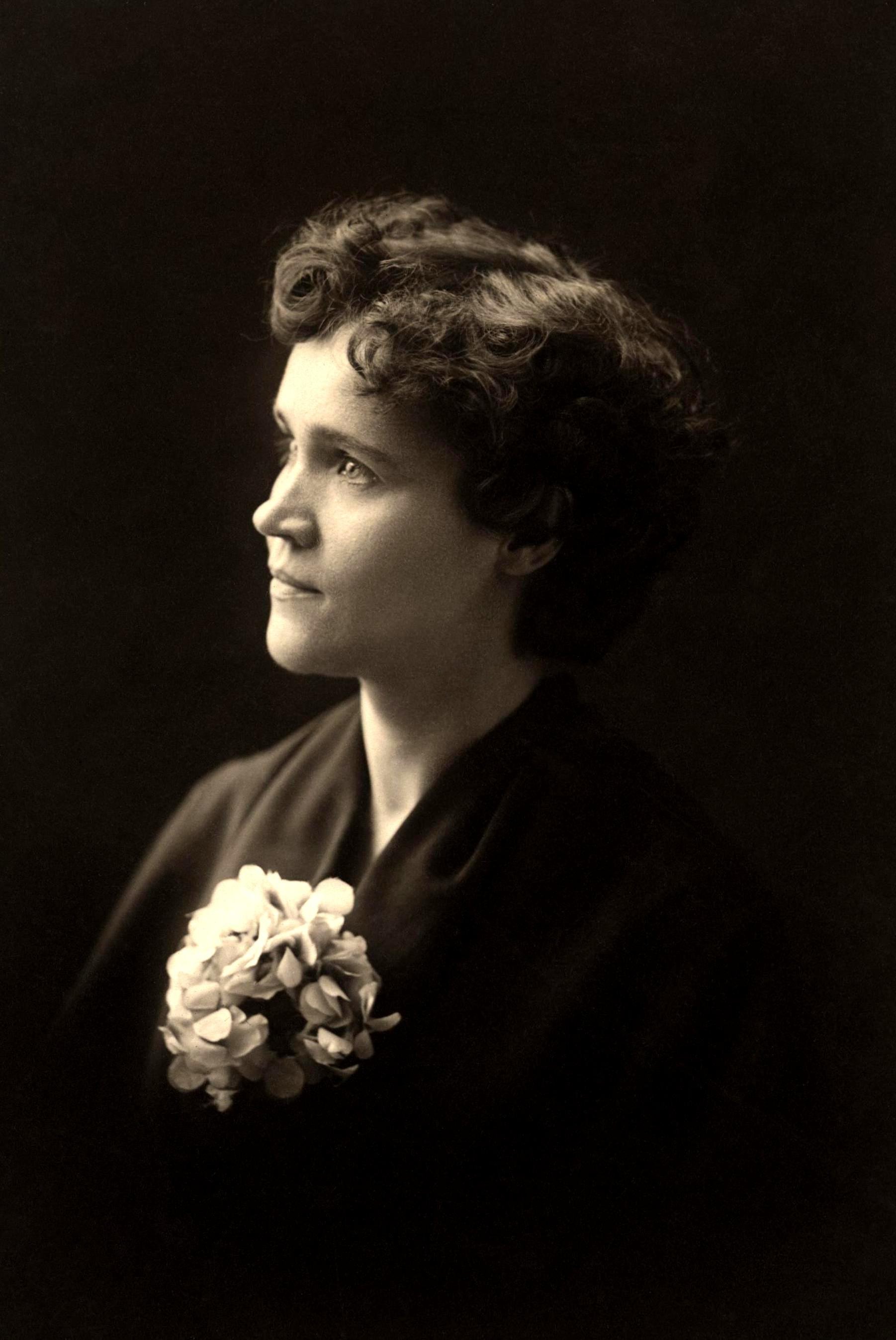
Voltairine de Cleyre im Alter von 35 Jahren in Philadelphia

Bereits zu Anfangszeiten des Anarchismus Mitte des 19. Jahrhunderts wurde dieser von einzelnen Theoretikerinnen mit feministischen Positionen verbunden. Als Vorläufer des Anarchafeminismus können Frauen wie Emma Goldman, Louise Michel, Rirette Maîtrejean, Clara Wichmann, Amparo Poch y Gascón, Wera Figner, Voltairine de Cleyre, Itō Noe, Natascha Notkin (* 1870), Milly Witkop  und Virginie Barbet sowie zum Beispiel der Syndikalistische Frauenbund und die spanische anarchistische Frauenbewegung Mujeres Libres angesehen werden. Weitere Vertreterinnen sind Rosella Di Leo und Maria Matteo aus Italien sowie Luisa Capetillo aus Puerto Rico.
Der radikale Feminismus Ende der 1960er Jahre bis Mitte der 1970er Jahre entwickelte, so Janet Biehl, eine sozial-feministische Analyse. Soziale Institutionen hinderten Frauen daran, ihre „ganze Humanität zu entfalten“.

## Entstehung
Die Wortschöpfung Anarcha-feminism wurde von US-amerikanischen Radikalfeministinnen Anfang der 1970er Jahre geprägt als Alternative zum klassischen Feminismus (teilweise auch „bürgerlicher Feminismus“ genannt), der sich in der Regel alleine gegen patriarchale Herrschaft wendet. Sie fanden vor allem in den Schriften Pjotr Alexejewitsch Kropotkins zu den Prinzipien des kommunistischen Anarchismus viele Überschneidungen zu ihren eigenen Ansichten. Mitte der 1970er Jahre schwabbten diese Theorien dann auch in die BRD rüber. Zu diesem Zeitpunkt hatte der Feminismus schon einiges für Frauen erreicht, jedoch vor allem für Mittelschichtsfrauen. Mit der Zeit wurden deswegen Stimmen von Frauen laut, die sich innerhalb dieser Bewegung nicht repräsentiert sahen. Darunter Arbeiterinnen, schwarze Frauen, Frauen mit Behinderung und Migrantinnen.
Der Anarchismus war auf der anderen Seite sehr männlich dominiert. Zu den wichtigsten Denkern gehören Pierre-Joseph Proudhon, Michail Alexandrowitsch Bakunin und der bereits genannte Pjotr Alexejewitsch Kropotkin. Jedoch hatte keiner von ihnen eine Antwort auf die geschlechtsspezifische Unterdrückung. Im Gegenteil, sie dachten Unterdrückung meist nicht so weit und reproduzierten patriarchales Denken in ihren Schriften. Der Grundsatz, der alle anarchistischen Strömungen vereint, ist das Ziel einer herrschaftsfreien Gesellschaftsordnung und einer größt möglichen Freiheit für alle Individuen. Dass damit aber zwangsläufig die Abschaffung des Patriarchats einhergeht, wurde wenn als Nebenwiderspruch gedacht. Die vollständige Umsetzung dieses Ziels wurde erst durch die Anarchafeministinnen gefordert. Sie sahen in dem Zusammenschluss der beiden Bewegungen eine Theorie, die beide Bewegungen ergänzt, während keine von ihnen Abstriche machen müsse, da sie sich sowieso entsprächen.

## Entwicklung seit 1970
L. Susan Brown argumentierte: „Alleine Anarchafeministinnen stellen eine Theorie zur Verfügung, die alle Hierarchien und Formen von Herrschaft bekämpft, ob sie sexistisch, rassistisch, klassenbezogen oder staatlich sind.“ Und erhebt das Ziel alle Unterdrückungsmechanismen zu bekämpfen.
Vor allem die US-amerikanischen Feministinnen wie Peggy Kornegger und Carol Ehrlich versuchten, im kommunistischen Anarchismus von Peter Kropotkin das politische Gerüst für die angestrebte „feministische Revolutionierung der Gesellschaft“ zu finden. Für beide sind „Feministinnen natürliche Anarchistinnen“ und der kommunistische Anarchismus nehme die „geistigen, emotionalen und individuellen Aspekte der menschlichen Natur ernst“, die auch Grundlage des Feminismus seien. Der Feminismus, wie ihn Kornegger und Ehrlich verstanden, unterschied sich von der klassischen Frauenbewegung dadurch, dass nicht nur das Patriarchat im Fokus ihrer Kritik stand, sondern die Abschaffung jeder Herrschaftsstrukturen inklusive matriarchaler Vorstellungen.
Allerdings sei es, so Silke Lohschelder, weder Kropotkin noch Michael Bakunin in ihren Analysen gelungen, die Problematik der Unterdrückung von Frauen konsequent auszuarbeiten. Dass der Mittelpunkt der Benachteiligungen der Frauen die autoritären, patriarchalen Kleinfamilienstrukturen sind, darüber waren beide Anarchisten einig mit der feministischen Theorie. Laut Lohschelder stimmen jedoch nicht alle radikalen Feministinnen mit dem anarchistischen Gedankengut überein. Carol Ehrlich forderte eine revolutionäre Praxis und bezog sich in ihren Vorschlägen auf Die Gesellschaft des Spektakels der Situationisten, um damit das gesellschaftliche Klischee von der Frau zu durchbrechen: mit subversiven Aktionen wie der „Guerilla-Taktik“ vorzugehen, um die traditionellen Denkweisen von „Rebellion“ und politischem Handeln zu durchbrechen.
Die Anarchistische Föderation Norwegens (ANORG) stellte auf dem dritten Kongress (1. bis 7. Juni 1982) zum Thema Anarchafeminismus „Fünf Hauptarten der Unterdrückung“ der Frauen auf:
1. Die ideologische Unterdrückung durch kulturelle Traditionen, Religion und Manipulation durch bestimmte Wertvorstellungen
2. Hierarchische Organisationsstrukturen der staatlichen Macht
3. Ökonomische  Benachteiligungen (Ausbeutung) der Frauen unter anderem durch Unterbezahlung
4. Gewalt in der Privatsphäre sowie in der Gesellschaft
5. Das Fehlen einer geeigneten Organisationsform und infolgedessen die Herrschaft eines „Despotismus, der Verantwortungsbewusstsein hemmt und Passivität und Gleichgültigkeit fördert“.[9]

Die bestehenden Sexualvorstellungen in der Erziehung, der Arbeitswelt und in den Medien müssten, so ANORG, beseitigt werden, und es sollten Arbeits-, Selbsthilfe- und Diskussionsgruppen gebildet werden, was im Laufe der Jahre realisiert wurde. Der Anarchafeminismus hat das Ziel, dass alle Menschen die gleichen Rechte haben und dass die Freiheit und Unabhängigkeit der Frauen in allen Lebensbereichen gleichbedeutend mit der der Männer ist. Eine freie Vereinigung von Frauen und Männern solle die traditionelle Familie mit ihrer patriarchalischen Struktur ersetzen (ANORG).

### Ökofeminismus
Janet Biehl vertritt den "sozialen Ökofeminismus‘‘, der auf dem Konzept des libertären Kommunalismus und der „Sozialen Ökologie“ von Murray Bookchin basiert. Biehl geht es um die Verbindung von Anarchismus und Feminismus, libertärem Sozialismus und sozialer Ökologie.